# Land Rover Discovery
De Land Rover Discovery is een vierwielaangedreven auto van het Britse merk Land Rover. De Discovery is goedkoper dan het topmodel de Range Rover en legt het in ruig terrein af tegen de Land Rover Defender. Desondanks staat de Discovery, die sinds 1989 op de markt is, bekend als een capabele terreinwagen. Inmiddels is de vijfde generatie van de Discovery te koop.

## Eerste generatie (1989 - 1998)
De Discovery werd geïntroduceerd in het Verenigd Koninkrijk in 1989. De codenaam voor het project was "Jay" waar eerst nog werd getwijfeld tussen "Highlander" en "Prairie Rover". Het nieuwe model kreeg het chassis en de aandrijving van de duurdere Range Rover, echter met een lagere prijs om te kunnen concurreren met het Japanse aanbod.
De Discovery was in eerste instantie beschikbaar als driedeurs uitvoering, dit om te voorkomen dat de Discovery een concurrent zou worden van de Range Rover. De vijfdeurs uitvoering verscheen echter een jaar later. Beide uitvoeringen beschikten over vijf stoelen en hadden de mogelijkheid om een derde rij stoelen te laten plaatsen in de kofferruimte. Het interieur van de Discovery werd niet ontworpen door Land Rover zelf maar werd uitbesteed aan de Conran Design Group uit Londen, iets wat destijds zelden gebeurde. Het interieur moest in niets lijken op ontwerpen uit die tijd maar moest de auto de uitstraling geven van een 'lifestyle accessoire'. Het resultaat was revolutionair en zou in latere jaren van grote invloed blijken in de wereld van het autodesign. Een hoop onderdelen kwamen echter niet verder dan de conceptversie. Zoals onder andere een zonnebrilhouder in het midden van het stuur (er waren nog geen airbags). Desondanks kreeg het interieur in 1989 een British Design Award.

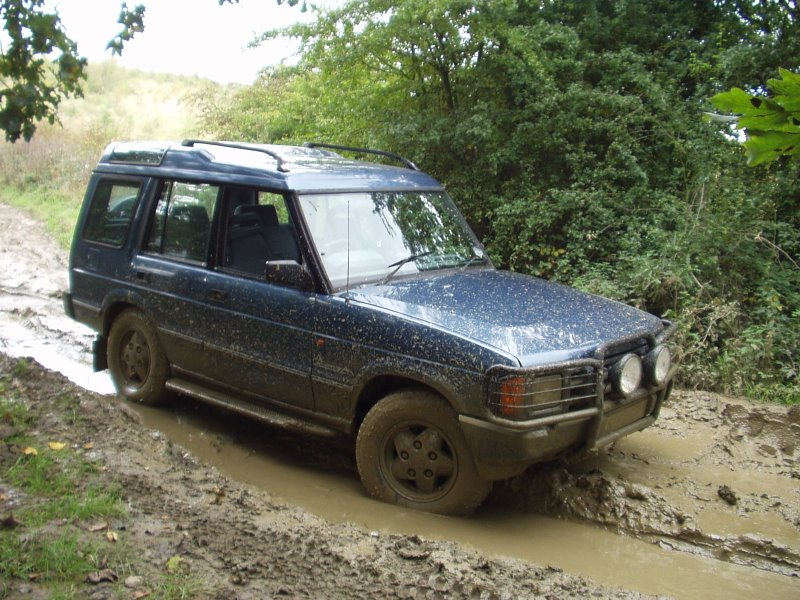
Eerste generatie Discovery

Vóór 1994 was de Discovery beschikbaar met zowel een 2.5 liter Tdi motor als een 3.5L V8. In Europa was de V8 zeldzaam, de meerderheid van de kopers koos voor de dieselmotor vanwege zijn zuinigheid ten opzichte van de benzineversie. In Noord-Amerika was alleen de V8 te koop. Voor korte tijd was er een 2.0L-benzineversie te koop die bekendstond als de 2.0 Mpi. Deze was bedoeld om verkoop in onder andere Groot-Brittannië en Italië te stimuleren vanwege belastingkortingen op auto's met een motor van 2.0L of minder onder de motorkap. Deze motor bleek echter niet effectief in de Discovery daar hij eigenlijk te licht was voor zo'n zware auto.
In 1994 werden een aantal veranderingen doorgevoerd; de 2.5L-dieselmotor werd vervangen door een moderne versie en de 3.5L V8 verviel helemaal. Zijn plaats werd ingenomen door een 3.9L V8 van Rover. Ook kregen alle handgeschakelde modellen een nieuwe versnellingsbak. Zowel de verlichting voor en achter werd aangepast.
In 1995 kwam de Discovery voor het eerst op de markt in de Verenigde Staten. Airbags werden in dat jaar toegevoegd aan de uitrusting om aan Amerikaanse veiligheidseisen te voldoen, deze waren echter nog niet overal standaard.
Van medio 1993 tot het najaar van 1998 de Discovery met de 3,9-liter V8-motor in Japan verkocht onder de naam Honda Crossroad.

## Tweede generatie (1998 - 2004)

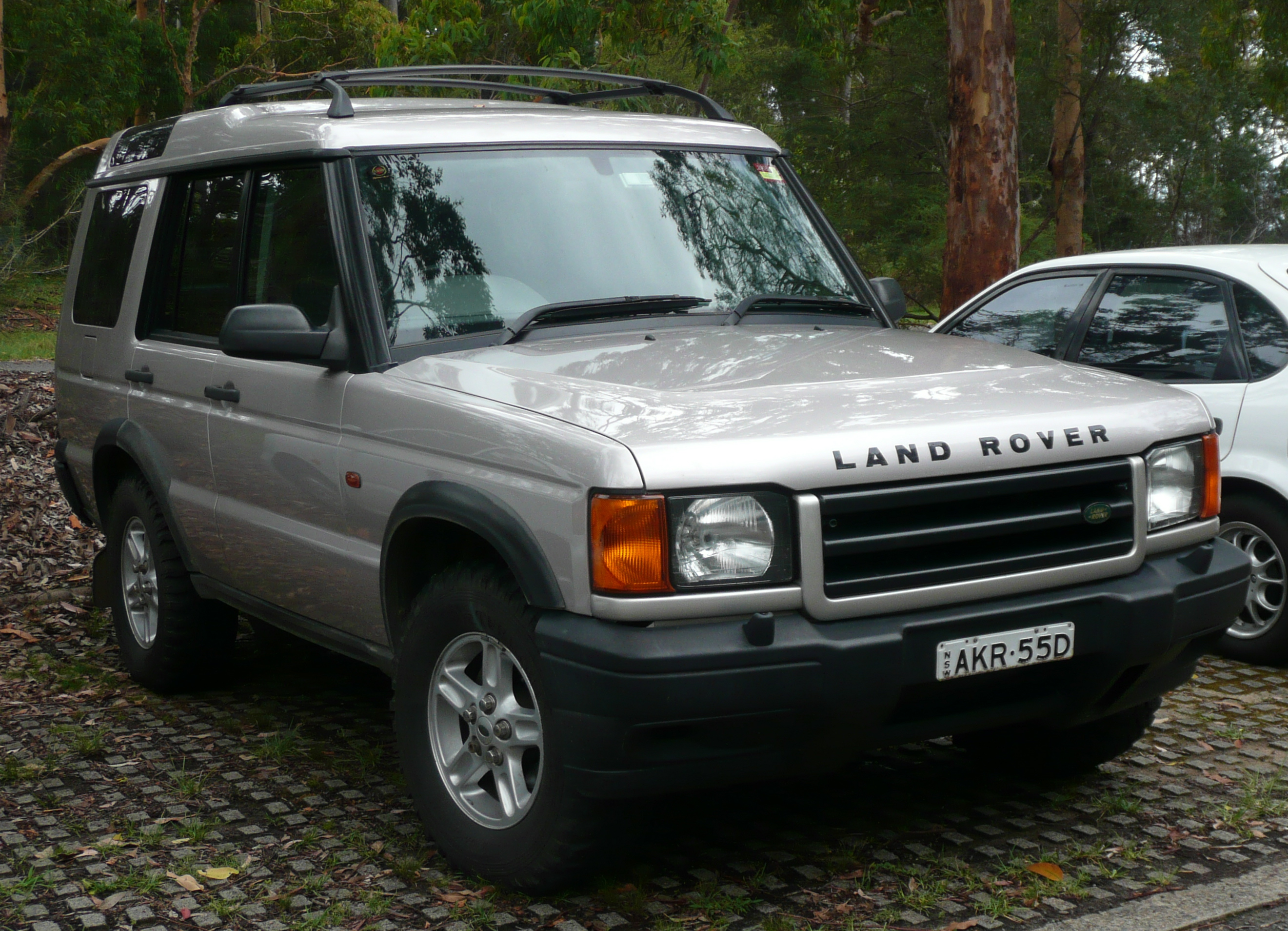
Tweede generatie Discovery

De tweede generatie debuteerde in 1998 en was bij het verschijnen de meest geavanceerde terreinwagen op de markt. Zowel het interieur en exterieur waren aangepast om een luxueuzere uitstraling te creëren, desondanks leek de Discovery Series II uiterlijk schijnbaar veel op zijn voorganger. Onderhuids waren er echter 720 onderdelen anders dan bij de voorganger, aan de buitenzijde werden alle bodypanelen gewijzigd met uitzondering van de achterdeur. De achterkant was verlengd om een grotere laadruimte te krijgen, dit ging echter enigszins ten koste van de terreinwaardigheid van de auto in verband met de grotere overhang aan de achterkant. Als oplossing werden Discovery's die voorzien waren van luchtvering uitgerust met de mogelijkheid om de achterzijde een extra 4 cm te verhogen wanneer de lage gearing ingeschakeld is.
De dieselmotor (v.a. 2001) was een verbeterde 139pk (340Nm) Rover 2.5L vijfcilinder Td5 die stiller, zuiniger en krachtiger was. Dit blok werd veelal gekoppeld aan een viertrapsautomaat die bij berijders bekendstaat om zijn soepel schakelende karakter. De benzinemotor kreeg het stempel een 4.0L V8 te zijn terwijl er aan de motorinhoud niets was veranderd, wel werd het inlaatsysteem aangepast. ACE (Active Cornering Enhancement) werd een optie die ervoor zorgde dat de auto automatisch actief gestabiliseerd werd in (snelgenomen) bochten.
De centraal diferentieelvergrendeling (diff lock) werd bij deze generatie niet meer gemonteerd. Land Rover was van mening dat het nieuwe tractiecontrolesysteem en de Hill Descent Control oude differentieelvergrendeling overbodig maakte. Per 2002 is de oude differentieelvergrendeling niet meer terug te vinden op de auto. In het Verenigd Koninkrijk bleef het oude systeem als extra optie leverbaar vanwege de relatief grote vraag die bestond naar het systeem. In 2002 werd de koplampunit ook aangepast en gelijk getrokken met die van de Range Rover en de vernieuwde Freelander.
In 2004 werd de Discovery Series II nogmaals lichtelijk aangepast (facelift en andere uitvoeringsniveaus waaronder de 'Gant') waarbij de koplamppartij al duidelijke overeenkomsten met de in 2005 te verschijnen Discovery 3 vertoont. De eerder verdwenen differentieelvergrendeling (diff lock) komt weer terug (als een optie buiten het VK) bij de laatste edities van de Series II.

## Derde generatie (2004 - 2009)
Op 2 april 2004 toonde Ford, destijds de eigenaar van Land Rover, de nieuwe Discovery 3.
De tweede generatie was toe aan vervanging. De auto was nog steeds populair maar zijn chassis, ophanging en vering waren weinig veranderd sinds de eerste versie uit 1989. Feitelijk gebruikte de Discovery 2 nagenoeg hetzelfde onderstel als de eerste Range Rover uit 1970. De Discovery 2 verloor vooral terrein aan 4x4's uit Japan zoals de Toyota Land Cruiser en de Mitsubishi Pajero maar ook aan de 'sportieve' SUV's uit Europa zoals de BMW X5 en de Mercedes-Benz M-Klasse. Een vervanger stond lang in de planning maar werd steeds uitgesteld vanwege het uit elkaar vallen van de Rover Groep en de komst van de nieuwe Range Rover.

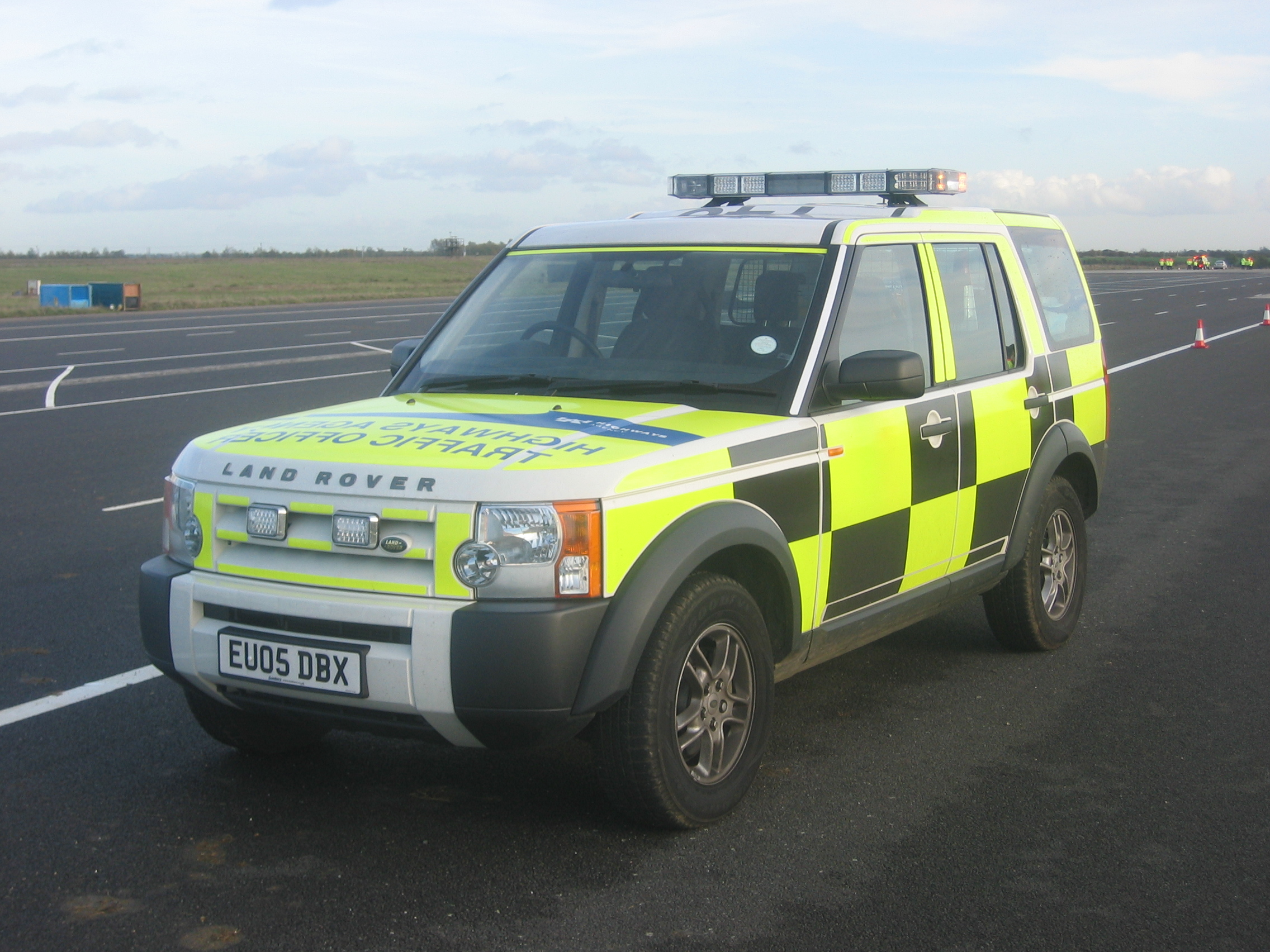
Discovery 3 in politie-uitvoering

De Discovery 3 was een compleet nieuw ontwerp die geen enkel onderdeel deelde met het oude model. De stijl was wel duidelijk die van Land Rover waar functie boven uiterlijk staat. In de Verenigde Staten kreeg de auto de naam LR3 vanwege het feit dat de naam "Discovery" een negatieve stempel had gekregen.
De nieuwe auto's kreeg een hoop nieuwe onderhuidse technieken. Deze moesten ervoor zorgen dat de auto op de weg beter rijgedrag zou gaan vertonen en toch zijn off-road-mogelijkheden zou behouden. Dit maakte de auto erg zwaar wat zijn mogelijkheden op een zachte ondergrond enigszins beperkt.
De motoren gebruikt in de Discovery 3 zijn allemaal afkomstig van Jaguar. Een 2.7 liter V6-dieselmotor en een 4.4L V8-benzinemotor waren de standaard opties voor de Discovery. In Noord-Amerika en Australië was ook nog een 4.0 liter V6-benzinemotor verkrijgbaar die direct van eigenaar Ford was overgenomen. De dieselversie is niet in Amerika verkrijgbaar vanwege het type diesel dat daar verkocht wordt.
De versnellingsbak was ook een volledig nieuw ontwerp. Voor de dieselmotor kwam een handmatige zesbak als standaard. Op de V8 was er nu ook een automaat beschikbaar. Beide beschikten over permanente vierwielaandrijving. Een computer stuurt het centraal differentieel aan dat het vermogen vervolgens optimaal over de wielen verdeeld.
De Discovery 3 kreeg alle elektronische hulpmiddelen die Land Rover tot zijn beschikking had. Hill Descent Control zorgt voor een veilige afdaling van steile hellingen, 4-wheel Electronic Traction Control voorkomt het spinnen van de wielen bij weinig grip en Dynamic Stability Control moet de auto behoeden voor wegglijden bij sturen en remmen op hoge snelheid.
De grootste innovatie in de derde generatie was het Terrain Response System. Voorheen was grondige kennis van de auto vereist om succesvol in ruig terrein te kunnen rijden, een goede voorbereiding was vereist. Met het nieuwe systeem hoeft de bestuurder slechts te selecteren op wat voor ondergrond de auto zich bevindt en de computer doet de rest. De keuze-opties zijn "Zand", "IJs/Sneeuw", "Modder" en "Stenen". De computer selecteert de juiste instelling voor de versnellingsbak, de juiste veringshoogte, de versnellingsverhoudingen en zelfs de manier waarop de motor op het gaspedaal reageert.
Naast de mechanische en elektronische verbeteringen kreeg de Discovery 3 een moderner interieur en exterieur. De ontwikkeling van de originele Discovery was vooral beperkt door het budget dat beschikbaar was. De nieuwe Discovery had hier geen last van en kreeg een fris en modern interieur met een zevenzitsindeling. De achterste passagiers konden nu instappen door de achterdeur in plaats van de achterklep zoals bij de Discovery 1 en 2 het geval was. De bestuurder beschikt over een dvd-navigatiesysteem waarop tevens de instellingen voor het offroad-rijden op bekeken kunnen worden.
De auto kreeg een hoop positieve reacties en vooral het Terrarin Response System werd goed ontvangen. Het hoogtepunt voor de publiciteit voor de Discovery 3 was een uitzending van het BBC2-programma Top Gear. Hierin reed Jeremy Clarkson met de nieuwe Discovery naar de Top van de Cnoc an Fhreiceadain, een 307m hoge berg in Schotland waar nog nooit een auto geweest was. In Australië kreeg de auto de prijs voor beste 4x4 van het jaar.

### Facelift
De derde generatie van de Discovery kreeg in de zomer van 2008 een kleine facelift. De voor- en achterbumper zijn na de update meegespoten in de carrosseriekleur. Er is een nieuw type velg, een nieuw bluetooth-systeem en een extra houtsoort beschikbaar gekomen. De nieuwe Discovery 3 maakte in augustus 2008 zijn opwachting.

## Vierde generatie (2009 - 2016)

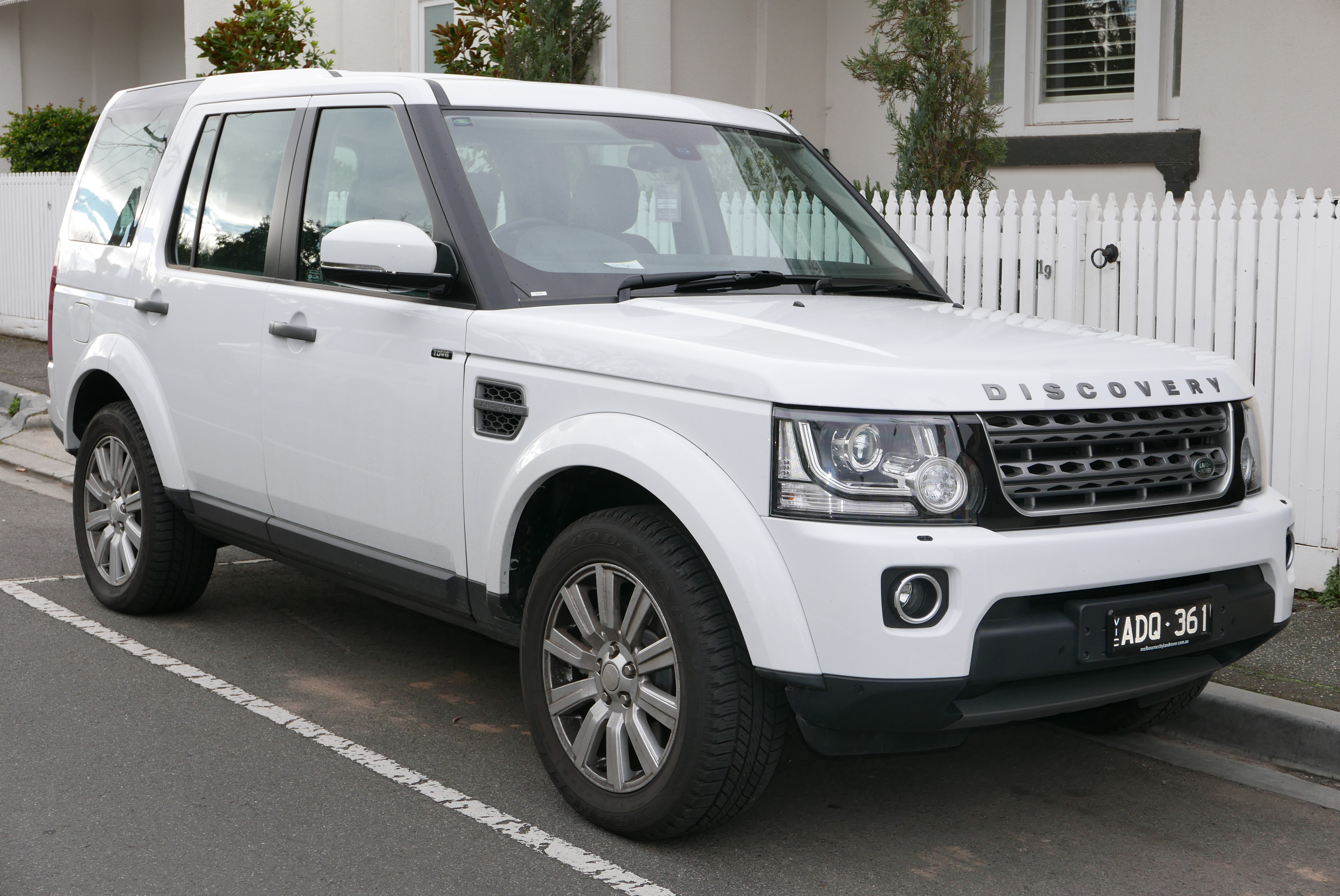
Land Rover Discovery 4

In 2009 kwam de Discovery 4 op de markt als opvolger van de Discovery 3.

## Vijfde generatie (2016 - heden)
Op 28 september 2016 werd op het Parijse autosalon, Mondial de l'Automobile, de vijfde generatie van de Discovery voorgesteld. Dit keer koos Land Rover voor een moderner uiterlijk en een aluminium onderstel. De Discovery deelt nu zijn onderstel met de Range Rover Sport.
Voor de nieuwe Discovery introduceerde Land Rover het nieuwe Terrain Response 2. Hiermee is het voor de gebruiker mogelijk om de respons van de motor, transmissie, differentieel en onderstel aan te passen aan de ondergrond: sneeuw, gras, grind, modder, zand en rotsen. Daarnaast kan de wagen zelf de rijomstandigheden analyseren en zo automatisch de gepaste rij-instellingen bepalen.